# نسرين الهاشمي
نسرين الهاشمي (صاحبة السمو الملكي الأميرة الدكتورة نسرين بنت الأمير محمد بن الملك فيصل (الأول) بن الشريف حسين الهاشمي) عالمة وناشطة عراقية، ناشطة في تعزيز دور المرأة في العلوم وصحة المرأة وتنميتها.

## حياتها
ولدت في الكويت. تخرجت في العلوم الطبية الحيوية وهي طبيبة في علم الوراثة البشرية. عملت في جامعة كوليدج لندن، حيث طورت تقنيات التشخيص الجيني قبل الزرع لتشخيص الاضطرابات الوراثية الفردية، وفي كلية الطب بجامعة هارفارد، حيث قامت بالتحقيق في مرض التصلب الحدبي.
وهي الأميرة الوحيدة المتبقية من العائلة المالكة العراقية – كان جدها، فيصل الأول، أول ملك للعراق الحديث – وهي سليلة للنبي محمد.

## المهنة
وفي عام 2007، تركت مسيرتها العلمية لتكرس نفسها لتعزيز العلوم والتكنولوجيا والطب من خلال الأكاديمية الملكية للعلوم الدولية (RASIT)، حيث تعمل كمديرة تنفيذية. عملت على إنشاء معهد للطب والصحة العامة في الشرق الأوسط وعملت على تقديم المساعدة للقاصرين والنساء.
وهي مؤسسة ورئيسة الرابطة الدولية للمرأة في العلوم. وهي مدافعة عن المساواة بين الجنسين في العلوم. وقد ارتبطت بجدول أعمال الاستدامة للأمم المتحدة، حيث تعمل على دمج المواهب النسائية في العلوم. وكجزء من هذا العمل، قدمت في عام 2015 قرارًا إلى الأمم المتحدة أعلن فيه يوم 11 فبراير يومًا عالميًا للنساء والفتيات في مجال العلوم، اعترافًا بالدور الذي تلعبه المرأة في العالم والعلوم والتكنولوجيا.
أنشأت الهاشمية المنتدى العالمي لصحة المرأة والتنمية التابع للأمم المتحدة. وهي مؤسسة برنامج MUTE الدولي لتعزيز وحماية وضمان حقوق الإنسان المتساوية للصم وضعاف السمع؛ وأحد مؤسسي برنامج الثقافة من أجل السلام لتعزيز السلام من خلال الفنون.

## التقديرات
وفي عام 2015، حصلت الأميرة نسرين على الدكتوراه الفخرية في العلوم والعلوم الإنسانية من جامعة بهتشه شهير في تركيا.
وفي عام 2017 حصلت على جائزة محمد علي لأفضل إنسان في العالم.
وفي عام 2020، حصلت على جائزة إنجازات العمر من المنتدى العالمي لملائكة الأعمال الاستثمارية. وفي عام 2020 أيضًا، كرمت بجائزة Pinnacle من جمعية المرأة في العلوم، تقديرًا لإنجازاتها المبتكرة طوال حياتها في مجال العلوم والتكنولوجيا والهندسة والرياضيات والتزامها بالتنوع في مكان العمل.